# Vicent Partal
Vicent Partal i Montesinos, né à Bétera (province de Valence) le 28 novembre 1960, est un journaliste valencien, directeur du site web d'information en langue catalane VilaWeb.

## Biographie
Vicent Partal naît le 28 octobre 1960 à  Bétera, dans la comarque du Camp de Túria (province de Valence), où son père, comme son grand-père paternel, est tenancier d'un bar.
Lecture précoce et « compulsif », il réalise ses études secondaires à Moncada.
À l'âge de 18 ans environ, il commence à se passionner pour la politique internationale et lit la presse étrangère en italien et en français. Il s'intéresse en particulier au sort des minorités nationales comme les Pays baltes en URSS.
Il commence à travailler dans l'hebdomadaire catalaniste El Temps. Il s'installe ensuite à Barcelone et travaille pour le Diari de Barcelona, puis comme reporter pour Televisión Española.
En 1982, peu de temps après l'adhésion de l'Espagne à l'OTAN, il publie son premier livre, Catalunya en l'estratègia militar d'Occident (« La Catalogne dans la stratégie militaire de l'Occident »), très critique envers le militarisme des États-Unis.
En 1988, il fait un premier voyage en Russie et dans les Pays baltes alors que les prémices de la dislocation de l'URSS se font sentir. Au cours des mois suivants, il poursuit son activité de reporter, notamment en Chine et en Afrique du Sud puis couvre la chute du mur de Berlin.
Il travaille ensuite en tant que chroniqueur pour El Punt et Ràdio Nou. Il collabore pendant un an avec La Vanguardia, le journal catalan de plus grande diffusion.
Ouvert à l'informatique depuis les années 1980, il perçoit très tôt le potentiel des nouvelles technologies de la communication et lance dès 1995 la plateforme d'information en ligne et en catalan VilaWeb, faisant de lui l'un des pionniers de l'Internet dans les Pays catalans.
En 2000, il reçoit le prix Ciutat de Barcelona pour le site web d'information en langue catalane VilaWeb.
En 2020, il est élu membre « numéraire » de la section philologique de l'Institut d'Estudis Catalans.